# Bolbohamatum drescheri drescheri
Bolbohamatum drescheri drescheri es una subespecie de coleóptero de la familia Geotrupidae.

## Distribución geográfica
Habita en Hong Kong y Java.